# Andries Danielsz.
Andries Danielsz. (Andries Danielszoon; * um 1580; † nach 1640) war ein flämischer Blumen- und Girlandenmaler.

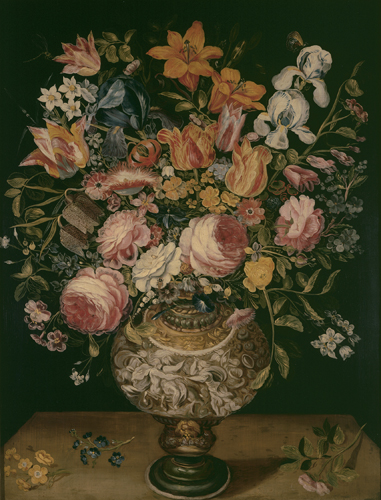
Blumen in der Vase von Andries Danielsz.

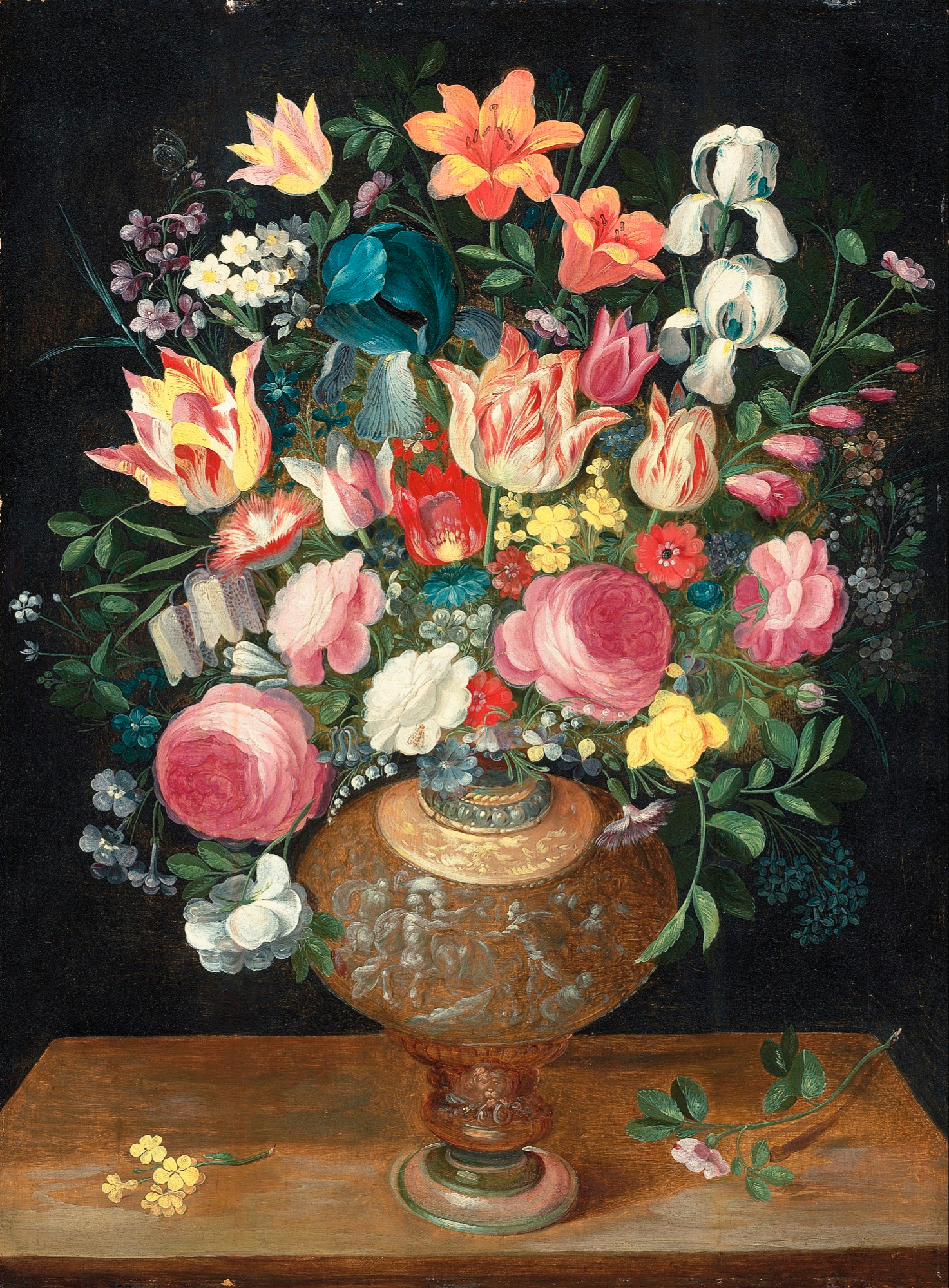
Blumen in der Vase von Andries Danielsz. und Frans Francken II.

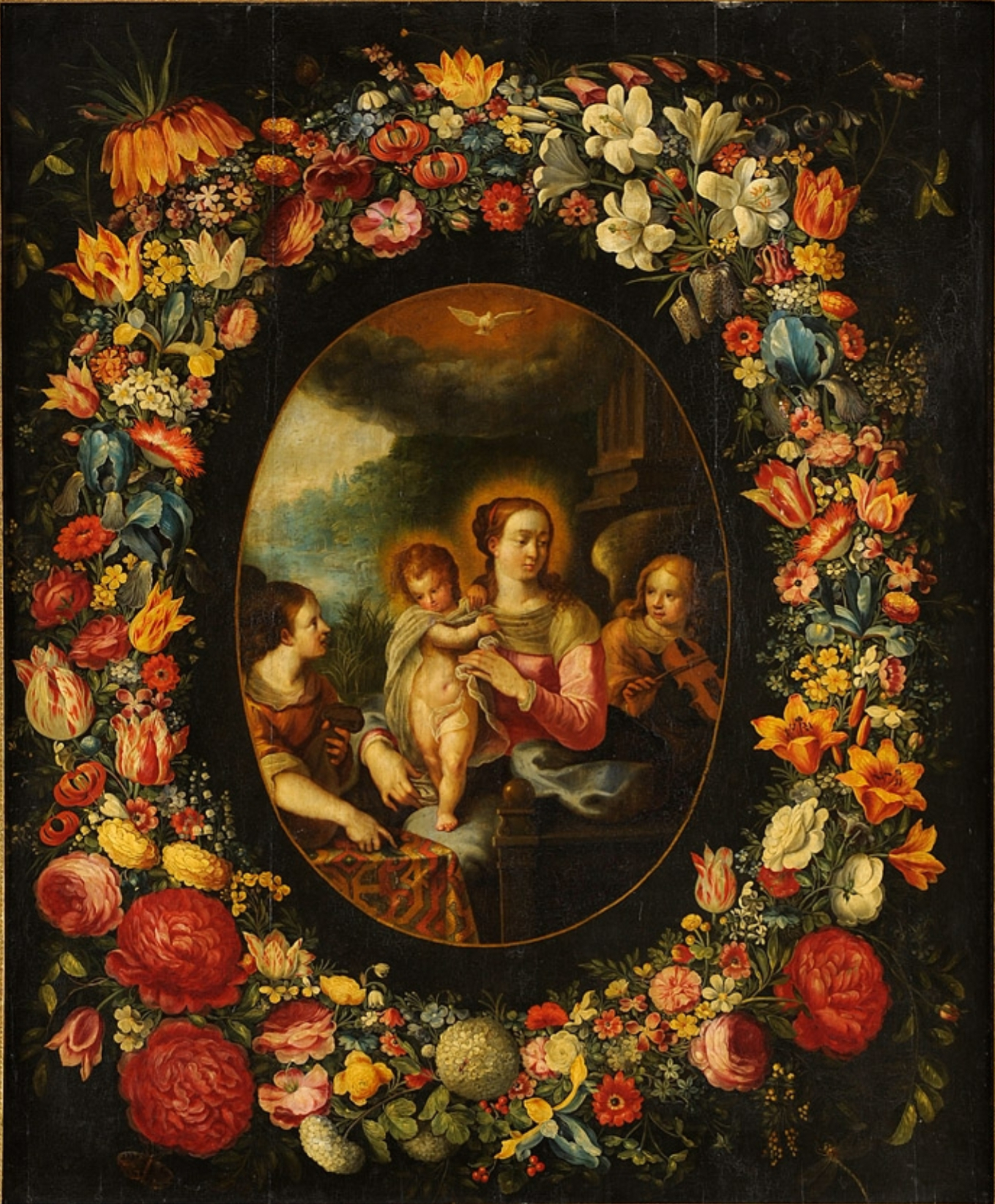
Madonna im Blumenkranz von Andries Danielsz. und Frans Francken II.

## Leben und Werk
Andries Danielsz. ist ein wenig bekannter Maler von kraftvollen Blumenstücken, der erst in den 1950er und 1960er Jahren wiederentdeckt wurde. 1599 war er Schüler von Pieter Brueghel d. J. in Antwerpen, wo er vielleicht auch an der Produktion von Werken nach Pieter Bruegel d. Ä. beteiligt war. 1602 wurde er Mitglied der dortigen Lukasgilde.
Andries Danielsz. Werke erinnern an Bilder von Ambrosius Bosschaert d. Ä. dessen Œuvre sie früher vielfach zugeordnet waren. Aufbau, Farbigkeit und Beleuchtung verweisen allerdings auf Jan Brueghel d. Ä., der ebenfalls für seine Blumenstillleben berühmt war.
Ausgangspunkt für die Zusammenstellung eines eigenen Werkkatalogs sind zwei „Andries Daniesz. F(ecit)“ signierte Bilder, von denen sich eins, noch 1984, im deutschen Privatbesitz befand und ein anderes, 1954, im internationalen Kunsthandel.

## Ausgewählte Werke
- Berlin, Privatsammlung
  - Blumen in einer Tonvase.
- Budapest, Szépművészeti Múzeum
  - Blumen in einer Tonvase.
- Deutschland, Privatsammlung
  - Blumen in einer Tonvase. 1610
- Geeraardsbergen, Stadhuis
  - Blumenkranz mit Maria mit dem Kinde und Engeln. um 1615 – 1630
- Verbleib unbekannt
  - Blumenkranz mit Szenen aus den Leben des jungen Christus. um 1615 – 1630 (am 18. Mai 1976 im Paleis voor Schone Kunsten in Brüssel versteigert)
  - Blumengirlande mit der Heiligen Familie und Engeln. um 1615 – 1630 (1954 in der Kunsthandlung Lorenzelli in Bergamo)